# 에두아르다 브라움
에두아르다 브라움(Eduarda Braum, 2001년 4월 25일 ~ )은 브라질의 모델이자 미스 수프라내셔널 2025 대회 우승자이다.